# Lưu Tề (Quảng Xuyên vương)
Lưu Tề (chữ Hán: 劉齊, ? - 92 TCN), tức Quảng Xuyên Mục vương (廣川繆王), là vương chư hầu thứ ba của nước Quảng Xuyên dưới thời nhà Hán trong lịch sử Trung Quốc.

## Tố cáo quan lại triều đình
Lưu Tề là con trai của Quảng Xuyên Huệ vương Lưu Việt, vương chư hầu thứ hai của nước Quảng Xuyên. Năm 136 TCN, Lưu Việt qua đời, Lưu Tề lên nối tước vương ở Quảng Xuyên, tức là Mục vương.
Lưu Tề ban đầu sủng ái đại quan là Thừa Cự, sau đó Thừa Cự phạm tội, bị Lưu Tề ghét và định giết đi. Thừa Cự sợ, bèn bỏ trốn khỏi Quảng Xuyên, Lưu Tề mới ra lệnh bắt hết gia quyến của Cự. Cự do đó giận Lưu Tề, dâng thư tố cáo Lưu Tề lên triều đình nhà Hán, do đó nhà Hán nghi ngờ ông.
Về sau, Lưu Tề nhiều lần dâng thư lên Hán triều, tố cáo nhiều đại thần và sủng thần thân tín của Hán Vũ Đế phạm pháp. Năm 92 TCN, Hán Vũ Đế ra lệnh điều tra, phát hiện ra mọi chuyện đều là vu cáo. Các đại thần tố cáo Lưu Tề phạm tội đại bất kính, xin xử phạt. Lưu Tề hoảng sợ, xin Vũ Đế cho mình cùng dũng sĩ Quảng Xuyên đánh Hung Nô, Vũ Đế đồng ý. Tuy nhiên khi chưa xuất quân thì Lưu Tề đã bị bệnh mất. Hữu ti dâng thư xin phế trừ nước Quảng Xuyên, Hán Đế đồng ý.
Lưu Tề làm Quảng Xuyên vương 44 năm, không rõ bao nhiêu tuổi. Mấy tháng sau, Hán Đế lại phong cho con trai ông là Lưu Khứ làm Quảng Xuyên vương để kế tục Huệ vương, tôn Lưu Tề làm Quảng Xuyên Mục vương.